# Truellum arifolium
Truellum arifolium är en slideväxtart som först beskrevs av Carl von Linné, och fick sitt nu gällande namn av Jiří Soják. Truellum arifolium ingår i släktet Truellum och familjen slideväxter. Inga underarter finns listade i Catalogue of Life.